# John Sampson
John Albertson Sampson (Troy, 17 agosto 1873 – Albany, 23 dicembre 1946) è stato un ginecologo statunitense celebre per i suoi contributi scientifici sullo studio dell'endometriosi.

## Biografia
Laureatosi presso la Johns Hopkins nel 1899 si specializzò in ginecologia. Lavorò presso l'Albany Hospital per poi diventare professore di ginecologia dell'Albany Medical College.
I maggiori contributi scientifici di Sampson riguardarono l'endometriosi di cui ne studiò le cause e le manifestazioni cliniche. A lui si deve la teoria, proposta nel 1921, con cui si cerca di spiegarne l'eziologia e conosciuta come "teoria delle mestruazioni retrograde". Questa prevede che durante il flusso mestruale piccole parti di tessuto endometriale si muoverebbero in senso inverso nelle tube per poi impiantarsi nell'addome o comunque al di fuori della cavità uterina, aderendo al peritoneo (il rivestimento della cavità addominale) da dove possono invadere il tessuto dando origine ad una condizione di endometriosi. Questa teoria, comunque, non è da sola in grado di spiegare tutti i casi di endometriosi in quanto non spiega perché molte donne con ciclo mestruale retrogrado non presentano endometriosi, un fatto da attribuirsi probabilmente ad ulteriori fattori come la genetica e le malattie autoimmuni. Inoltre, seppur raramente, l'endometriosi si è riscontrata in persone che non hanno mai avuto le mestruazioni, come uomini, feti, e ragazze in età prepuberale. Ad oggi (2019) la causa esatta dell'endometriosi rimane un argomento dibattuto e si suppone che possa essere multifattoriale.
Per l'importanza delle sue ricerche gli fu dato il nome di una arteria, l'arteria di Sampson che provvede a perfondere il legamento rotondo dell'utero. 

## Pubblicazioni
- (EN) J.A. Sampson, Inguinal Endometriosis, in Am. J. Obst. Gynecol., vol. 10, 1925,  pp. 462-503.